# インターネットデータセンター
インターネットデータセンター（英語: Internet Data Center、略称: iDC）とは、いわゆるデータセンターの中でも、特にインターネット接続に特化した設備・サービスを提供する事業者及び建物のこと。本記事では以下略称のiDCを使用する。
iDCでは、高度なセキュリティや災害耐性が完備された建物内に、ネットワーク機器・サーバやデータなどを設置・保管する安全な場所を提供すると共に、インターネット接続などの各種通信網へのアクセスインフラ網を提供する。また、通常は運用や監視業務なども同時に引き受け、障害発生時の通知や対処などシステム運用のサポートを行うのが、主体的なサービスともなる。

## 概要
iDCでは、一般的なデータセンターとして提供される電力・空調設備・セキュリティなどのインフラ設備のほかに、インターネット接続に特化した各種サービスを提供する。
iDCでは複数のインターネットサービスプロバイダ (ISP) もしくはインターネットエクスチェンジ (IX) と契約を結び（もしくはピアリングを行い）、非常に広帯域のインターネットバックボーンを確保している。iDC側ではそれらのバックボーンに対しBGPによる経路制御を行い、ある経路に障害が発生した場合でも自動的に経路切替を行うことで、iDCに収容されているサーバ群への外部からのコネクティビティを利用者に提供する。大規模なiDCになると、iDC内部にIXが設置されているケースも少なくない。一般的なデータセンターでは、インターネット接続を含む外部との通信回線は利用者側が個別に電気通信事業者と契約するのが普通であることから、この点がiDCの最大の特徴とも言える。
また運用・監視を行う専門技術者を常時配置し、各種障害が発生した場合の対処や、顧客からの要望に応じた各種作業（バッチ処理・バックアップ作業）などのサービスを提供する。また、SLA (Service Level Agreement) という、事業者側が事前に設定したサービス品質でシステムを運用する基準を設けており、事業者側の落ち度によるサービス品質低下の場合には、利用料金の減額や返金、場合によっては賠償にも応えるなど、高度な品質が保証されている。
iDCの中には、大量のデータを効率よく送信するという目的から、コンテンツデリバリネットワーク (CDN) の機能を合わせて提供するところもある。その多くはアカマイ・テクノロジーズのようなCDN技術を持つ事業者と提携し、iDC内部に設置されたコンテンツ配信サーバにデータをキャッシュして、外部からの接続に対応する。
基本的に、サーバのデータ領域などを貸し出すホスティングではなく、ハウジングを基本とするラック単位か、施錠された金網、もしくは施錠区画された個室などの場所を貸し出すのが、一般的なインターネットデータセンターと言われるものである。
クラウドサービスの拡大により特に大規模なハイパースケールDC（HSDC）が出現し、他社のHSDCとの接続（企業間接続）のためのコネクティビティデータセンター（コネクティビティDC）とそれに専用線で接続する一般事業者向けのエンタープライズデータセンター（エンタープライズDC）を設置するクラウドゲートウェイ型や、HSDCを近隣に集中的に設置して相互接続するキャンパス型のシステムが構築されている。

## 歴史
1990年代になるとインターネット接続サービスの普及、インターネットエクスチェンジ（IX）の形成によりiDCが登場した。インターネットの利用者が増加するまでは情報処理サービス事業者が大企業や金融機関の情報システムに対応するための電算センターを都市部や地方関係なく設置していたが、iDCはインターネットエクスチェンジが多く形成された都市部に主に設置された。
2000年代後半になるとERPシステム等の業務システムの導入が進み各企業で運用や保守のコストが増大したためシステムアウトソーシングが利用されるようになり、データセンターの立地も十分なスペースを確保できる郊外が中心になっていった。
2010年代にはクラウドサービスの登場と普及でクラウド事業者向けのデータセンターの需要が大きくなっていった。データセンターの立地場所はさらに広い潤沢なスペースを確保できる場所で電力を確保できる場所が選定されるようになり、特にクラウド事業者向けの大規模なデータセンターはハイパースケールDC（HSDC）と呼ばれるようになった。

## iDCで提供されるサービス
コネクティビティ
インターネット通信における帯域保障された通信回線（通常Mbps単位で提供され、冗長化/非冗長化を選択できる）
専用ラック
冗長電源・UPS電源などが完備された専用ラック
専用ケージ
個室または金網で区切られ独自に施錠された場所（カゴ）
各種オペレーション
サーバの起動停止/稼動状況の確認/プロセスの起動停止/入退館管理など
各種レポートの作成
トラフィックレポート/入退館履歴レポート/稼動状況レポート/障害関連レポートなど
各種監視オペレーション
機器稼動監視/プロセス（サービス）稼動監視/リソース監視/ログ監視/パフォーマンス監視/ファイアウォール監視
脆弱性調査
脆弱性調査を行い脆弱箇所の指摘やコンサルティングなどを行うサービス
ヘルプデスク
BtoB、BtoCを行う事業者に代わりシステム上のトラブルに関して顧客対応するサービス
決済サービス
クレジットカードやコンビニ決済などの決済サービスを提供するもの。（CAFIS接続用のアプリケーションを開発するなども含まれる）
その他
ドメインの取得代行/DNSサーバ提供

## データセンターの日
データセンターの日：日本記念日協会により、「12月1日」が「データセンターの日」として認定された。
ソフトバンクIDCが登録申請。データセンター (Data Center) の頭文字DCから「December（12月）」と、サーバ機器運用の安心・安全第一が事業の基本であることを示す「1日」を組み合わせた。 